# 蘆竹福隆巖
蘆竹福隆巖，俗稱新莊仔廟，址為桃園市蘆竹區新莊里大新路498號，主奉清水祖師，是一座臺灣民間信仰的祖師廟，每年農曆正月初六祖師誕辰有慶典，每十二年作醮一次，是地方盛事。
乾隆時，安溪縣移民江新春自安溪清水巖奉請清水祖師分香，奉祀於蘆竹新庄仔聚落的家中，屢禱屢應，當地人皆來參拜，嘉慶十三年（1808年），新庄仔聚落各家族的族長，提議建廟，始由地方檀越等共建一簡陋廟宇，時稱祖師廟，至清道光二年（1822年）定名為福隆巖。清光緒十一年（1885），江源、江壹發父子獻地並發起重建，廟貌一新。
清光緒年間臺北一位叫做徐沛甘的秀才，多次應考秋闈，可惜都未考取，只好在大溪擔任富戶江家、黃家、李家等的教師，心灰意冷，五十九歲那年他決心參加最後一次考試，並向祖師許願，並擲杯求籤獲得神諭，稱一定考上
孝廉。考上後徐沛甘來還願，書「可以前知」四字之匾額獻予福隆巖，如今已成為鎮廟之寶。另說，他原未考取，是光緒帝敕令令各省考官「蒐羅遺才」，特賜功名，故題為「欽賜舉人徐沛甘」。
日治昭和三年（1928年）因風災重修。臺灣戰後時期多次重修，現屬於蘆竹鄉大竹地區都市計畫區的一部份 
總統馬英九、桃園市長鄭文燦曾前來參拜。